# Wielka Śluza
Wielka Śluza – obok Małej Śluzy jeden z obiektów hydrotechnicznych poligonalnej Twierdzy Poznań, położony na Szelągu na rzece Warta. Został zbudowany ok. 1832 roku jako jeden z pierwszych obiektów twierdzy.

## Budowa i funkcjonowanie
Ceglany most, który miał rozpiętość 82 m, oraz 19 m szerokości liczył 12 przęseł. Dwa środkowe prześwity miały szerokość po 5,8m i pozwalały na ruch statków i barek na rzece.  W filarach oraz przyczółkach były wyprofilowane prowadnice, które służyły do opuszczania do wody pionowych zastaw. Zamknięcie zastaw miało spowodować zalanie obszarów na południe od jazu. W 1888 roku przebudowano dwa środkowe przęsła łącząc je w jeden - zamykany żelaznymi wrotami.
Do budowy jazu posłużyły cegły dostarczane z Gorzowa Wielkopolskiego oraz Murzynowa.

## Rozbiórka
Most został rozebrany w 1923 roku wraz z innymi obiektami twierdzy poligonalnej znoszonymi w dwudziestoleciu międzywojennym.

## Stan obecny
Zachowane są obydwa przyczółki jazu. Przyczółek wschodni stanowi jednocześnie granicę dla dawnego Fortu Roon, którego miejsce zajmuje obecnie Elektrociepłownia Garbary.
odu istnienia w tym miejscu poczty, ulica przy której znajduje się gmach dawniej nosiła nazwę Pocztowej i Poststrasse.